# Alcecoris
Alcecoris is een geslacht van wantsen uit de familie blindwantsen. Het geslacht werd voor het eerst wetenschappelijk beschreven door Waldo Lee McAtee en John Russell Malloch in 1924.

## Soorten
- Alcecoris cochlearatus Yasunaga, Yamada & Tsai, 2017
- Alcecoris formosanus Lin, 2004
- Alcecoris fraxinusae Lin, 2004
- Alcecoris globosus Carvalho, 1951
- Alcecoris heissi HerczeK & Popov, 2011
- Alcecoris lamellatus Ren & Yang, 1988
- Alcecoris linyangorum Yasunaga, Yamada & Tsai, 2017
- Alcecoris periscopus McAtee & Malloch, 1924